# Marie-Adolphine
Marie-Adolphine, nascuda Anna Dierkx (Kaatje), a Ossendrecht el 3 de març de 1866 i morta decapitada el 9 de juliol de 1900 a Taiyuan, a la província de Shanxi (Xina), és una religiosa de la Congregació de les Franciscanes Missioneres de Maria, canonitzada per Joan Pau II el 2000. La seva festa, amb els 120 màrtirs de la Xina, és el 9 de juliol.

## Biografia
Marie-Adolphine va perdre la seva mare als cinc anys. Després de l'escola, treballà a Anvers en una fàbrica de xicoira. Va conéixer les Franciscanes Missioneres de Maria i pronuncià els seus vots el 1893. Inicialment Ella inicialment s'ocupà de la roba de les monges; i mostrà una especial devoció al Santíssima Sagrament.
S'embarcà a invitació del vicari apostòlic de Shanxi (transcrit Chang Si en el moment) septentrional el 12 de març de 1899, amb la superiora del grup, la Mare Maria Hermínia de Jesús i cinc companyes més (dues franceses, dues italianes i una belga) a Marsella cap a la Xina, amb el destí de Taï-Yuan-Fou. Llavors era una ciutat de tres-cents mil habitants. Van arribar a la seva destinació el 4 de maig de 1899. Van haver d'anar a l'orfenat que acollia a dues-centes petites nenes abandonades, per dur a terme aquesta obra, fundada per cinc sacerdots franciscans, que esperaven amb impaciència aquest reforç. També van haver d'ajudar a un altre orfenat proper a càrrec de les monges xineses.
No obstant això, a l'abril de 1900, la situació es va tornar perillosa a causa de la revolta dels bòxers. El bisbe els va demanar que abandonessin la ciutat, però les religioses es van negar a abandonar els nens. Després de la declaració de guerra per part de la Xina de l'emperadriu Tseu-Hi (Cixi) contra les potències estrangeres, el governador de la província va prohibir que els cristians es reuneixin el 27 de juny, i el virrei Yu-Hsien prohibí la religió cristiana sota pena de mort el 5 de juliol. Trenta-tres missioners, incloses les germanes, el vicari apostòlic Grassi i els catòlics xinesos, van ser arrestats el 6 de juliol.
Com totes les seves companyes executades (Marie-Amandine, Marie-Hermine de Jésus, Maria de la Pau, Maria de Santa Natàlia, Maria Clara i Maria de Sant Just), va cantar el Te Deum abans de ser decapitada el 9 de juliol.
El judici de beatificació de les germanes es va obrir el 1926 per Monsenyor Lécroart, sent beatificades vint anys més tard per Pius XII. És la primera màrtir de nacionalitat holandesa. Va ser canonitzada l'1 d'octubre de 2000 Joan Pau II. La seva festa és el 9 de juliol.